# 日本心臓財団
公益財団法人日本心臓財団（にほんしんぞうざいだん、英語: Japan Heart Foundation）は、日本において、脳卒中や心臓病などの心血管疾患に関する研究への助成や、予防啓発をおこなっている、民間の公益法人。

## 沿革
財団法人としての日本心臓財団の構想は、1960年代半ばから始まり、経済界と医学界が協力する形で1970年に法人が設立された。
設立時の会長は三井銀行相談役だった佐藤喜一郎、2人いる副会長には関東中央病院院長の美甘義夫と湯浅法律特許事務所所長の湯浅恭三、理事長には日本軽金属出身の草野義一が就任し、以降も、役員は経済界と医学界から半々が選ばれてきた。

## おもな事業
研究助成に関しては、若手研究助成から大規模臨床研究への支援まで、多様な事業をおこなっている。初代会長であった佐藤喜一郎の名を冠した「佐藤賞」は日本循環器学会、初代理事長の草野義一の名を冠した「草野賞」は日本脳卒中学会との協同により運営されている。
21世紀に入ってからは、インターネットを活用した「正しい医学情報の発信」に取り組んでいる。
啓発活動としては、心疾患についての質問にメールで専門医が回答する無料相談サービス「セカンドオピニオン」やその活動を踏まえたデータベースの構築をしているほか、メディア関係者を対象にワークショップ等で情報発信をしている。
2023年には、ACジャパン支援広告キャンペーンとしてDJ KOOを起用した心房細動の早期発見への啓発広告を展開し、2024年には同じくACジャパンの支援キャンペーンとしてなかやまきんに君を起用した定期的な検診を訴える啓発広告「なかやま検脈!」を展開した。